# Semnostola
Semnostola is een geslacht van vlinders van de familie bladrollers (Tortricidae), uit de onderfamilie Olethreutinae.

## Soorten
- S. arquatana Kuznetsov, 1988
- S. atrana Kuznetsov, 1988
- S. magnifica (Kuznetsov, 1964)
- S. thrasyplaca (Fletcher, 1940)
- S. trisignifera Kuznetsov, 1970